# Miki Muster
Miki Muster (Murska Sobota, 22 novembre 1925 – Notranje Gorice, 7 maggio 2018) è stato un fumettista e regista sloveno.
È stato anche illustratore, scultore e giornalista.

## Biografia
Nato Nikolaj Muster, trascorse la sua infanzia a Krmelj, una città dove suo padre lavorava come medico, ma all'età di otto anni si trasferì con la famiglia a Lubiana. Rimasero lì fino allo scoppio della seconda guerra mondiale e sua madre, non riuscendo a trovare lavoro, dovette accettare un impiego nella zona occupata dagli ungheresi. Dato che i suoi genitori avevano divorziato, Miki e suo fratello andarono a vivere con la madre a Murska sobota, dove Miki finì la scuola superiore. Dopo aver prestato servizio militare per due anni, si iscrisse alla Facoltà di Architettura dell'Università di Lubiana, scelta che corrispondeva al desiderio della madre, ma ben presto cambiò facoltà e iniziò gli studi di scultura all'Accademia d'arte della medesima città.
Dal 1952 al 1973 Muster lavorò come giornalista, illustratore e fumettista presso il quotidiano Slovenski poročevalec (oggi Delo). Fu durante questi anni che disegnò e scrisse i suoi fumetti più famosi come Zvitorepec e Trdonja in Lakotnik. Nel 1973 la sua passione per i cartoni animati lo portò in Germania, dove incontrò Guillermo Mordillo. Da questo incontro nacque la famosa serie chiamata Mordillo.
Miki Muster è considerato un pioniere del fumetto sloveno e uno degli autori di fumetti e cartoni animati di maggior successo non solo in Slovenia, ma in tutta Europa.

## L'opera
Muster iniziò a dedicarsi ai fumetti già da ragazzo, mentre già da bambino era affascinato dai cartoni animati tanto che  sognò di realizzarli: iniziò a praticare e presto imparò lo stile Disney, tuttavia non lo copiò mai, anzi, condivise il suo modo di vedere la figura.
La sua passione per i cartoni animati si conciliò bene con la decisione di studiare la scultura, che sembrava più vicina allo studio dell'animazione, che a quel tempo era poco praticata in Slovenia. A suo avviso entrambi gli studi tenevano conto delle tre dimensioni e si concentravano sul movimento della figura.
Nel 1967 Muster si dedicò completamente ai cartoni animati e alla pubblicità televisiva.Tra il 1967 e il 1990 Muster ha realizzato circa 380 spot televisivi. Il suo sogno di realizzare un film d'animazione lo portò all'estero e nel 1973 iniziò a lavorare in Germania , dove ebbe un tale successo che rimase fino al 1990. Negli anni '70 conobbe Guillermo Mordillo, un fumettista, e ispirandosi ai suoi cartoni creò 400 Cartoon. La serie, chiamata semplicemente Mordillo, fu un successo, fu presentata a Cannes e trasmessa in 30 paesi del mondo.
Durante il suo periodo tedesco, Miki ha creato oltre alla serie Mordillo, la serie di 21 film intitolata Oma bitte kommen [Nonna, per favore vieni], la serie sul detective Nick Knatterton e altri ancora.

## La serie dei fumetti
Il primo fumetto di Muster, Zvitorepec, Lakotnik a Trdonja , fu pubblicato settimanalmente su alcuni giornali sloveni dal 1952 al 1973. L'idea era di scrivere un fumetto divertente e interessante per bambini, quindi utilizzò animali umanizzati. La prima figura nei suoi fumetti era Zvitorepec, un’astuta volpe, ma presto ne aggiunse altre due, Lakotnik, un lupo sempre affamato, e Trdonja, una tartaruga molto intelligente. I tre animali sono diventati il centro di 43 fumetti che rimangono popolari tra grandi e piccini.

## Premi
Muster era una persona solitaria che spesso lavorava indipendentemente dagli altri. Non gli è mai piaciuto partecipare agli incontri 'ufficiali' delle associazioni degli illustratori, per questo non ha ricevuto molti premi in vita sua.
Nel 1978 l'associazione jugoslava Klub devete umetnosti (Il Club della Nona Arte) ha creato il Premio Andrija Maurović per i risultati ottenuti nel campo dei fumetti e Muster è stato il primo a ricevere questo premio per il lavoro della sua vita.
Nel 2000 la Victor Academy gli ha conferito il Premio Victor, per i risultati ottenuti nella cultura popolare slovena, per il lavoro di una vita, e nel 2003 ha ricevuto il Premio della Città di Lubiana.